# كاثرين وليامز
كاثرين وليامز (بالإنجليزية: Kathryn Williams)‏ هي موسيقية ومغنية مؤلفة بريطانية، ولدت في 15 فبراير 1974 في ليفربول في المملكة المتحدة.

## وصلات خارجية
- الموقع الرسمي
- كاثرين وليامز على موقع IMDb (الإنجليزية)
- كاثرين وليامز على موقع ميوزك برينز (الإنجليزية)
- كاثرين وليامز على موقع أول ميوزيك (الإنجليزية)
- كاثرين وليامز على موقع ديسكوغز (الإنجليزية)